# Chicken Switch
Chicken Switch è un album di remix del gruppo musicale statunitense Melvins con artisti vari, pubblicato nel 2009.

## Tracce
1. Washmachine Sk8tronics - Eye Yamatsuka
2. Emperor Twaddle Reemix - Christoph Heemann
3. She Chokes Her Dying Breath and Does It In my Face - V/Vm
4. AAHHH... - John Duncan
5. Linkshänder - Matmos
6. EggNog Trilogy i) She's Ivanhoe ii) Cancer iii) Inebriated - Lee Ranaldo
7. SNOW REM REM IBVZ - Merzbow
8. Prick Concrete/Revolution M - David Scott Stone
9. Queen (Electroclash Remix) - The Panacea
10. The Silky Apple Butter of Youth - Sunroof!
11. 4th Floor Hellcopter - Kawabata Makoto
12. disp_tx_skel_mach_murx - Farmers Manual
13. Overgoat - Void Manes
14. Over from Under the Dog, Girl & Boy Treatment - RLW
15. Hard Revenge Milly Bloody Battle VS. The Melvins Ozmatized Gore Police (feat. Cardopusher of the Five Deadly Venoms) - Speedranch
16. Punch the Limo - Hiro Noodles (mp3 bonus track)